# Rebilus grayi
Rebilus grayi là một loài nhện trong họ Trochanteriidae. Loài này phân bố ở Nieuw-Zuid-Wales en Victoria.